# Asayiş
Asayiş (kurdiska för säkerhet) är den officiella säkerhetsorganisationen i Rojava. Organisationen grundades under syriska inbördeskriget för att förse områden kontrollerade av Kurdiska högsta kommittén med en polisstyrka. Asayiş strävar efter jämställdhet inom organisationen, och man beräknar att 25% av medlemmarna är kvinnor. Organisationen leds även av en man och en kvinna tillsammans.

## En medborgarledd polisstyrka
Regeringen i Rojava strävar på sikt efter att förse alla medborgare med Asayişträning. Målet med detta är att Rojavas befolkning i framtiden ska kunna upprätthålla säkerheten bland varandra, och att själva Asayişstyrkan då kan upplösas.